# Кардозо, Карлос
Ка́рлос Алеша́ндре Кардо́зо (порт.-браз. Carlos Alexandre Cardoso; 11 сентября 1984, Санта-Роза-ди-Витербу) — бразильский футболист, защитник.

## Карьера
Большую часть профессиональной карьеры провёл в клубе румынской высшей лиги «Пандурий», за который сыграл более ста матчей. Летом 2012 года стал игроком владикавказской «Алании». В январе 2013 года вернулся в Бразилию, в клуб «Витория». 16 июня 2013 года стал игроком бакинского «Нефтчи». В сезоне 2013/14 являлся ключевым игроком команды и провёл 25 матчей, в которых забил 4 гола, в том же сезоне заработал Кубок страны. 24 июля 2014 года во 2-м отборочном этапе Лиги Европы забил свой первый еврокубковый гол за «нефтяников» в матче против словенского «Копера».